# Namanana
Albums de Lay
Winter Special Gift
(2017) Honey
(2019)
Singles
1. Give Me A Chance
Sortie : 5 octobre 2018
2. Namanana
Sortie : 19 octobre 2018

Namanana est le second album studio de l'artiste et acteur chinois Lay, un des membres du boys band sud-coréano-chinois EXO, qui est sorti le 19 octobre 2018 sous SM Entertainment et Zhang Yixing Studio.

## Contexte et sortie
Le 21 septembre, il a été révélé que Lay sortirait son second album solo intitulé Namanana le 19 octobre, qui marquera également ses débuts aux États-Unis,. Lay a participé à la composition et à l'arrangement de toutes les chansons de l'album et a collaboré avec de nombreux collaborateurs talentueux tels que le talentueux artiste Bazzi, l'équipe de production Rice n' Peas, MARZ Music ou encore le groupe 153 Joombas Music et bien d'autres producteurs. Les 11 pistes de l'album contiennent des chansons de divers genres pour mettre en valeur la diversité des capacités musicales de Lay. Les genres comprennent future bass, dance, urban et hip-hop, et proposent une version anglaise des 11 chansons pour un total de 22 chansons. Le single titre "Namanana" est une chanson dance-pop avec des sons plutôt profonds et un rythme mis en valeur pas le son d’une présumée “flûte addictive“. Il fait référence une jungle imaginaire où les rêves ne meurent jamais et dont la musique permettra aux auditeurs de s’échapper du stress de la vie quotidienne pour profiter de l’instant présent et se trouver. L'autre single, "Give Me A Chance" est une chanson en collaboration avec l'étoile montante Bazzi. C'est une chanson de style urban-pop qui propose un son de pincement onirique. La chanson parle du manque d'un(e) ex, et la voix émotive de Lay rajoute ce sentiment de nostalgie.

## Promotion
Lay a fait la promotion de ses singles "Give Me A Chance" (en anglais) et "Namanana" (en version chinoise) dans l'émission Yo! Bang le 21 octobre. Le 2 novembre, le chanteur s'est envolé direction New York pour une interview en direct avec BUILD Series au sujet de son nouvel album. Les 5 et 6 novembre, il a donné deux autres interviews, le premier pour la célèbre émission matinale, Good Day New York où il a interprété "Namanana", et le second, pour l'émission People Now,. Le 7 novembre, il a organisé un fan event qui a lieu au PlayStation Theater, toujours dans la même ville, dans lequel il a interprété "Namanana", "Lay U Down" et "Give Me A Chance".

## Accueil

### Succès commercial
L'album de Lay a été classé n°1 dans la catégorie des meilleures ventes de disques vinyle et CD d'Amazon en ce qui concerne les pré-commandes. En effet, le 26 septembre, à la suite de cet événement, l'album a du être réapprovisionné après que le premier lot de pré-commandes ait été épuisé peu de temps après sa sortie sur le site.
En à peine 11 minutes et 11 secondes après la pré-vente de l'album en Chine le 16 octobre, Namanana a battu huit records et a atteint le statut de double diamant sur QQ Music. C'est devenu l'album numérique le plus rapide à briser toutes les certifications en si peu de temps. L'album a par la suite battu le neuvième record sur QQ Music et a atteint le statut de diamant d'or du Hall of Game en 11 heures et 57 minutes. Namanana a pris la seconde place dans le classement des albums en ventes sur Amazon le premier jour de sa sortie. De plus, l'album figure dans le classement iTunes de 41 pays et occupe la première place dans 16 pays. L'album a débuté à la cinquième place dans le classement mondial iTunes. Namanana est devenu l'album le plus vendu de QQ Music en 2018 et est le plus rapide à recevoir les 9 certifications de vente de QQ Music. 
Le single "Give Me A Chance" a dominé le classement iTunes dans 16 pays tels que la Finlande, l'Argentine, les Émirats arabes unis, l'Arabie Saoudite, le Sri Lanka, le Kazakhstan, la Mongolie, le Guatemala ou encore le Cambodge.

## Liste des titres

### CD1 (Version chinoise)[11]
| 1.  | 集結號 (The Assembly Call) |                                  | Lay                                                          | 01:25 |
| 2.  | 夢不落雨林 (Namanana)      | Pan Yan Ting (Golden Hook Music) | Lay, Pink Slip, Anthony Pavel, MZMC                          | 03:28 |
| 3.  | 愛到這 (Give Me A Chance)  | Wang Jing Yun                    | Lay, Andrew Bazzi, Mike Woods, Kevin White, MZMC             | 03:43 |
| 4.  | 催眠術 (Lay U Down)        | Pan Yan Ting (Golden Hook Music) | Lay, Jakob Mihoubi, Rudi Daouk, Qi Zhe Xi                    | 03:06 |
| 5.  | 愛的引力 (Save You)        | Pan Yan Ting (Golden Hook Music) | Lay, Jakob Mihoubi, Rudi Daouk                               | 03:31 |
| 6.  | 堅持 (Hold On)             | Sun Yi En                        | Lay, Jeff Lewis                                              | 03:11 |
| 7.  | 幸福上癮 (Thing for You)   | Pan Yan Ting (Golden Hook Music) | Lay, VEDO                                                    | 02:52 |
| 8.  | 麻婆豆腐 (Mapo Tofu)       | Pan Yan Ting (Golden Hook Music) | Lay, DAWN                                                    | 02:42 |
| 9.  | 香水 (Flavor)              | Pan Yan Ting (Golden Hook Music) | Lay, Jakob Mihoubi, Rudi Daouk                               | 04:10 |
| 10. | 快門回溯 (Don't Let Me Go) | Pan Yan Ting (Golden Hook Music) | Lay, Qi Zhe Xi, Michaela Shiloh, MZMC, VMP, Kyle Christopher | 03:31 |
| 11. | 貝殼女孩 (Tattoo)          | Zhou Wei Jie                     | Lay, Hyuk Shin, JJ Evans, Ashley Alisha (Joombas)            | 03:15 |

### CD2 (Version anglaise)[11]
| No  | Titre             | Auteur                                   | Producteur(s)                                                | Durée |
| --- | ----------------- | ---------------------------------------- | ------------------------------------------------------------ | ----- |
| 1.  | The Assembly Call |                                          | Lay                                                          | 01:25 |
| 2.  | Namanana          | Anthony Pavel, Pink Slip                 | Lay, Pink Slip, Anthony Pavel, MZMC                          | 03:28 |
| 3.  | Give Me A Chance  | Andrew Bazzi, Kevin White, Michael Woods | Lay, Andrew Bazzi, Michael Woods, Kevin White, MZMC          | 03:43 |
| 4.  | Lay U Down        | Jakob Mihoubi, Rudi Daouk                | Lay, Jakob Mihoubi, Rudi Daouk, Qi Zhe Xi                    | 03:06 |
| 5.  | Save You          | Jakob Mihoubi, Rudi Daouk                | Lay, Jakob Mihoubi, Rudi Daouk                               | 03:31 |
| 6.  | Hold On           | Jeff Lewis                               | Lay, Jeff Lewis                                              | 03:11 |
| 7.  | Thing for You     | VEDO                                     | Lay, VEDO                                                    | 02:52 |
| 8.  | Mapo Tofu         | Anthony Pavel, MZMC                      | Lay, DAWN                                                    | 02:42 |
| 9.  | Flavor            | Jakob Mihoubi, Rudi Daouk                | Lay, Jakob Mihoubi, Rudi Daouk                               | 04:10 |
| 10. | Don't Let Me Go   | Anthony Pavel, MZMC                      | Lay, Qi Zhe Xi, Michaela Shiloh, MZMC, VMP, Kyle Christopher | 03:31 |
| 11. | Tattoo            | JJ Evans, Ashley Alisha (Joombas)        | Lay, Hyuk Shin, JJ Evans, Ashley Alisha (Joombas)            | 03:15 |

## Classements

### Classements hebdomadaires
| Classements                       | Meilleure position |
| --------------------------------- | ------------------ |
| US Billboard 200                  | 21,                |
| US Independent Albums (Billboard) | 1                  |
| US World Albums (Billboard)       | 1                  |
| French Digital Albums (SNEP)      | 161                |

### Classements annuels
| Classements                       | Meilleure position |
| --------------------------------- | ------------------ |
| US Independent Albums (Billboard) | 34                 |
| US World Albums (Billboard)       | 4                  |

## Ventes
| Pays       | Ventes    |
| ---------- | --------- |
| China (DL) | 1 180 208 |
| USA        | 24 000    |

## Prix et nominations

### Programmes de classements musicaux
| Chanson            | Programme             | Date            |
| ------------------ | --------------------- | --------------- |
| "Give Me A Chance" | Yo! Bang (Tencent QQ) | 14 octobre 2018 |
| "Give Me A Chance" | Yo! Bang (Tencent QQ) | 21 octobre 2018 |

## Historique de sortie
| Pays         | Date            | Format                    | Label                                 | Producteur   |
| ------------ | --------------- | ------------------------- | ------------------------------------- | ------------ |
| États-Unis   | 19 octobre 2018 | CD, Téléchargement légal  | SM Entertainment, Zhang Yixing Studio | Zhang Yixing |
| Chine        | 19 octobre 2018 | CD, Téléchargement légal  | SM Entertainment, Zhang Yixing Studio | Zhang Yixing |
| Corée du Sud | 19 octobre 2018 | CD, Téléchargement légal  | SM Entertainment, Zhang Yixing Studio | Zhang Yixing |
| Monde entier | 19 octobre 2018 | Téléchargement de musique | SM Entertainment, Zhang Yixing Studio | Zhang Yixing |